# Langrend under vinter-OL 2018 – stafet – Herrer
Herrernes stafet i langrend under vinter-OL 2018 bliver afviklet på Alpensia Cross-Country Centre den 18. februar 2018. Løbet startes kl. 15:15 lokal tid. 

## Konkurrencen
Herrernes stafet afvikles over i alt 40 km, hvor fire skiløbere pr. nation skiftes til at løbe 10 km hver. De første skiløbere fra nationerne sendes af sted samlet og de to første runder afvikles i klassisk stil (20 km) mens de to sidste runder afvikles i fri stil (20 km). 

## Resultat
| Placering | Startnr. | Nation                        | Navn                                                                              | Tid       | Sluttid                           | Tidsdiff. |
| --------- | -------- | ----------------------------- | --------------------------------------------------------------------------------- | --------- | --------------------------------- | --------- |
| 1         | 1        | Norge                         | Didrik Tønseth Martin Johnsrud Sundby Simen Hegstad Krüger Johannes Høsflot Klæbo | 1:33:04,9 | 24:59,1 24:51,8 21:19,7 21:54,3   | –         |
| 2         | 2        | Olympiske atleter fra Rusland | Andrej Larkov Aleksándr Bolshunov Alekséj Chervotkin Denis Spitsov                | 1:33:14,3 | 24:42,1 24:36,7 22:08,0 21:47,5   | +9,4      |
| 3         | 7        | Frankrig                      | Jean-Marc Gaillard Maurice Manificat Clément Parisse Adrien Backscheider          | 1:33:41,8 | 24:51,7 24:55,1 21:24,2 22:30,8   | +36,9     |
| 4         | 5        | Finland                       | Perttu Hyvärinen Iivo Niskanen Matti Heikkinen Lari Lehtonen                      | 1:34:45,4 | 25:42,9 24:29,8 21:56,5 22:36,2   | +1:40,5   |
| 5         | 3        | Sverige                       | Jens Burman Daniel Rickardsson Marcus Hellner Calle Halfvarsson                   | 1:35:10,5 | 25:17,8 25:57,0 21:53,3 22:02,4   | +2:05,6   |
| 6         | 6        | Tyskland                      | Andreas Katz Thomas Bing Lucas Bögl Jonas Dobler                                  | 1:35:13,1 | 25:55,5 25:17,2 21:56,6 22:03,8   | +2:08,2   |
| 7         | 8        | Italien                       | Maicol Rastelli Francesco De Fabiani Giandomenico Salvadori Federico Pellegrino   | 1:35:40,1 | 24:50,9 24:52,4 22:39,1 23:17,7   | +2:35,2   |
| 8         | 9        | Kasakhstan                    | Alexey Poltoranin Yevgeniy Velichko Vitaliy Pukhkalo Denis Volotka                | 1:36:36,3 | 24:40,9 25:29,1 23:10,3 23:16,0   | +3:31,4   |
| 9         | 12       | Canada                        | Len Väljas Graeme Killick Russell Kennedy Knute Johnsgaard                        | 1:36:45,9 | 25:56,3 25:15,9 22:06,7 23:27,0   | +3:41,0   |
| 10        | 11       | Tjekkiet                      | Aleš Razým Martin Jakš Petr Knop Michal Novák                                     | 1:37:23,0 | 25:55,9 25:22,0 22:33,5 23:31,6   | +4:18,1   |
| 11        | 4        | Schweiz                       | Jonas Baumann Dario Cologna Toni Livers Roman Furger                              | 1:38:01,4 | 26:43,7 24:55,6 23:08,9 1 23:13,2 | +4:56,5   |
| 12        | 13       | Estland                       | Andreas Veerpalu Algo Kärp Karel Tammjärv Raido Ränkel                            | 1:38:21,7 | 26:17,7 26:28,8 22:06,5 23:28,7   | +5:16,8   |
| 13        | 14       | Østrig                        | Dominik Baldauf Max Hauke Bernhard Tritscher Luis Stadlober                       | 1:39:12,9 | 26:09,4 26:22,2 22:40,8 24:00,5   | +6:08,0   |
| 14        | 10       | USA                           | Andrew Newell Reese Hanneman Scott Patterson Noah Hoffman                         | 1:42:29,1 | 26:09,7 28:17,7 22:58,8 25:02,9   | +9:24,2   |

## Medaljeoversigt
| Event         | Guld                                                                                            | Sølv | Bronze                                                                                    |
| ------------- | ----------------------------------------------------------------------------------------------- | --- | ----------------------------------------------------------------------------------------- |
| Stafet Herrer | Norge · Didrik Tønseth · Martin Johnsrud Sundby · Simen Hegstad Krüger · Johannes Høsflot Klæbo | Olympiske atleter fra Rusland · Andrej Larkov · Aleksándr Bolshunov · Alekséj Chervotkin · Denis Spitsov | Frankrig · Jean-Marc Gaillard · Maurice Manificat · Clément Parisse · Adrien Backscheider |

## Eksterne Henvisninger
- Langrend Arkiveret 27. december 2017 hos  Wayback Machine på pyeongchang2018.com
- Det internationale skiforbund på fis-ski.com